# الجمعية الوطنية في روسيا البيضاء
الجمعية الوطنية في روسيا البيضاء (بالبيلاروسية: Нацыянальны сход Рэспублiкi Беларусь) هي الهيئة التشريعية في روسيا البيضاء، التي تأسست في 11 نوفمبر 1996، وتتكون من 174 مقعداً، يقع المقر الرئيسي لها في مبنى الحكومة في مينسك ‏، تتكون من المجلس الأعلى مجلس جمهورية بيلاروسيا
الذي يضم 64 مقعداً، والمجلس الأدنى مجلس نواب روسيا البيضاء الذي يضم 110 مقعداً.